# Терем-Ивайло
Терем-Ивайло е български производител на оръжие, военни и битови принадлежности.

## История
Великотърновският военен завод е основан през 1953 година. През първите години заводът произвежда отбранителна техника, за страните от Варшавския договор.

### Ръководители на завода
- инж. Станислав Рашков (1992 – 2006)
- Маргарита Христова (2015 – 2017)
- Николай Колев (2017 – )

## Терем-Ивайло днес
Освен принадлежности за армията, предприятието е и основен производител на пожарогасителна техника. Предприятието извършва дефекция на оръжие, ремонт на ракетни комплекси, военна техника и стрелкови оръжия. През 2014 Терем-Ивайло представя специализираната машина „Спасител“, която може да бъде използвана в критични ситуации. Машината е собствена разработка и е базирана на БТР-60.